# Privólnaia
Privólnaia - Привольная (rus) - és una stanitsa del krai de Krasnodar, a Rússia. Es troba a la vora esquerra del líman Sladki, estuari del Txelbas i del Miguta. És a 22 km a l'oest de Kanevskaia i a 124 km al nord de Krasnodar.
Pertanyen a aquesta stanitsa els khútors de Trud i Dobrovolni.

## Història
La localitat fou fundada el 1881 per colons camperols de Novomixàstovskaia, que demanaren autorització al governador de la província de Kuban. Així doncs, seixanta-dues famílies es traslladaren als terrenys buits dels aiguamolls del líman, ric en boscos de roures i caça i pesca en les aigües de l'estuari. Entrà a formar part de l'otdel de Ieisk. El 1888 s'hi va construir la primera església, avui dia no conservada.
El 1929 s'hi establí el kolkhoz. Fou ocupada per la Wehrmacht de l'Alemanya Nazi l'agost del 1942 i alliberada el febrer del 1943. Després de la dissolució de la Unió Soviètica el kolkhoz esdevingué l'OAO Privólnoie.